# Ingemar Stenmark
Ingemar Stenmark (18 de março de 1956) é um antigo esquiador alpino profissional sueco. Foi o campeão geral da Copa do Mundo de Esqui Alpino por três vezes (1978 e 1982), além de ter ganho também duas medalhas de ouro nos Jogos Olímpicos (1980).